# European Journal of Cardiovascular Nursing
European Journal of Cardiovascular Nursing (skrót: Eur J Cardiovasc Nurs, EJCN) – naukowe czasopismo kardiologiczne specjalizujące się w publikowaniu prac dotyczących pielęgniarstwa kardiologicznego. Oficjalny organ Council on Cardiovascular Nursing and Allied Professions Europejskiego Towarzystwa Kardiologicznego (ang. European Society of Cardiology, ESC). Dwumiesięcznik.
„European Journal of Cardiovascular Nursing” należy do rodziny 13 czasopism Europejskiego Towarzystwa Kardiologicznego poświęconych badaniom nad układem sercowo-naczyniowym. Kwestie techniczno–wydawnicze czasopisma leżą w gestii Sage Publications.
Czasopismo publikuje oryginalne i recenzowane prace z zakresu pielęgniarstwa kardiologicznego (sercowo–naczyniowego). Misją tytułu jest promowanie praktyki klinicznej opartej na dowodach. Publikacje ukazujące się w tym tytule dotyczą opieki pielęgniarskiej nad pacjentami z chorobami układu krążenia, w tym opieki nad pacjentami w stanie ostrym oraz opieki w kardiologii dziecięcej. Tematyka prac obejmuje także rehabilitację kardiologiczną, prewencję pierwotną i wtórną, opiekę w przypadkach niewydolności serca, ostrych zespołów wieńcowych, w kardiologii interwencyjnej oraz prewencyjnej. Artykuły odnoszą się do wszystkich aspektów opieki: edukacji, badań, opieki nad pacjentem, kwestii organizacyjnych, a także epidemiologii, fizjologii, farmakologii oraz psychologii związanej z pielęgniarstwem kardiologicznym. Redaktorem naczelnym (ang. editor-in-chief) czasopisma jest Tiny Jaarsma – związana ze szwedzkim Uniwersytetem w Linköping.
Pismo ma współczynnik wpływu impact factor (IF) wynoszący 2,651 (2017) oraz wskaźnik Hirscha równy 42 (2017). W międzynarodowym rankingu SCImago Journal Rank (SJR) mierzącym wpływ, znaczenie i prestiż poszczególnych czasopism naukowych „European Journal of Cardiovascular Nursing” zostało w 2017 sklasyfikowane na:
- 1. miejscu wśród czasopism z dziedziny pielęgniarstwa medycznego i chirurgicznego[6]
- 3. miejscu wśród czasopism z dziedziny pielęgniarstwa zaawansowanego i specjalistycznego[7]
- 102. miejscu wśród czasopism z dziedziny kardiologii i medycyny sercowo–naczyniowej[8]

W polskich wykazach czasopism punktowanych przez Ministerstwo Nauki i Szkolnictwa Wyższego publikacja w tym czasopiśmie otrzymywała kolejno: 45 punktów w 2013 roku, 30 punktów w latach 2014–2015 oraz 35 punktów w 2016 roku.
Artykuły publikowane w tym czasopiśmie są indeksowane w: Science Citation Index (SCI), Social Sciences Citation Index (SSCI), Embase/Excerpta Medica, ISI Alerting Services, ProQuest, PubMed, Reactions Weekly oraz w Scopusie.